# Iglesia de San Martín (Fuentidueña)
La iglesia de San Martín fue un templo cristiano de estilo románico situado en la localidad española de Fuentidueña, provincia de Segovia. Fue sometida al despojo de su ábside en 1958, operación que sirvió de intercambio con parte de las pinturas murales de la ermita de San Baudelio (Soria) que anteriormente ya habían sufrido un expolio. Las piedras del ábside dispuestas en tres mil trescientos cajones —370 toneladas—  se trasladaron en camiones al puerto de Bilbao, donde llegaría un barco desde Nueva York y desde allí a su último destino: The Cloisters. En Fuentidueña quedaron las ruinas de lo que fue la nave de la iglesia y un muñón o esqueleto de su torre campanario. El templo, que anteriormente, en junio de 1931, había sido declarado monumento Nacional pasó a engrosar la lista del patrimonio desaparecido de Castilla y León.

## Historia
El 11 de noviembre de 1174, el rey Alfonso VIII celebró en esta iglesia la fiesta de San Martín acompañado de su esposa, del obispo don Gonzalo, del abad de Retuerta y de otras personalidades destacadas de la época.
El 3 de junio de 1931 fue catalogado como Bien de Interés Cultural con categoría de monumento.
El 12 de julio de 1957 un Consejo de Ministros presidido por el General Franco autorizaba la cesión «temporal indefinida» del templo a los Estados Unidos a cambio de la devolución de parte de las pinturas murales de San Baudelio de Berlanga. El historiador y crítico de arte español Juan Antonio Gaya Nuño da cuenta de este acontecimiento en su obra «La arquitectura española en sus monumentos desaparecidos». Según su información dieron el consentimiento algunas instituciones como las Reales Academias de la Historia (con la única oposición de Leopoldo Torres Balbás) y de Bellas Artes en las que hubo honrosas oposiciones como Menéndez Pidal, Benedito, Óscar Esplá, Moisés de Huerta.
También estuvieron de acuerdo con dicha operación personajes importantes dentro de la vida política como: Joaquín Ruiz-Giménez y Jesús Rubio García-Mina que fueron ministros de educación; Fernando María Castiella, ministro de Asuntos Exteriores; José María de Areilza que por aquellos años era Consejero Nacional del Movimiento, dentro de la vida religiosa: el obispo de Segovia, Daniel Llorente Federico y los destacados hombres de la vida cultural Antonio Gallego Burín y Manuel Gómez-Moreno, directores generales de Bellas Artes y el catedrático historiador Francisco Javier Sánchez Cantón. El Delegado de Bellas Artes en Segovia, Luis Felipe de Peñalosa y Contreras, Vizconde de Altamira, en total desacuerdo con esta operación, presentó su dimisión.
Se desmembró el ábside y se trasladó a Nueva York, al Museo Metropolitano, en su sección The Cloisters.

## Descripción
Las ruinas de la iglesia de San Martín se encuentran en la parte alta de la población frente a la puerta Sur del recinto amurallado. En sus orígenes seguía el modelo de los templos sepulvedanos aunque sus actuales restos no pueden dar fe de ello.
La iglesia era similar al templo de San Miguel, un ábside circular servía de cabecera para su única nave, con cuatro medias columnas con sus correspondientes capiteles y una sucesión de canecillos historiados sustentando la cornisa. Además de los tres ventanales con tragaluz tenía, en los tramos rectos, dos ventanas ajimezadas ciegas, haciendo las veces de columnillas dos atlantes. El apuntamiento de los arcos de estas ventanas ciegas laterales nos lleva a datarla en la segunda mitad del siglo XII.
Los historiadores la fechan alrededor de 1140 y hablan de ella, al igual que de San Salvador de Sepúlveda, de San Frutos, y de la iglesia de San Esteban de Gormaz, como un foco de irradiación del estilo románico hacia el sur de la provincia de Segovia, de Soria, de Guadalajara, hacen referencia a su pureza de líneas, a los variados motivos de las impostas y los ábacos, a sus múltiples y graciosos canecillos, comparándola con la iglesia sepulvedana dicen que tiene las formas más afinadas, quizás porque, en su opinión, habría sido construida por artistas de mayor nivel, ya que estaría destinada a ser la iglesia del castillo -que se estaría construyendo en los mismos años-. De hecho, el grupo escultórico compuesto por los capiteles de las ventanas y del arco triunfal, y las esculturas de San Martín y de la Anunciación del interior del ábside resultaba muy animado y armónico. Se trata de un románico más culto con vinculación al románico francés pero sin dejar de ser rural.
Su interior ha sido habilitado como cementerio de la zona intramuros de la Villa, sirviendo, precisamente, su pila bautismal vuelta del revés como peana de la cruz de la tumba de un párroco. Y a la cercana iglesia de Calabazas de Fuentidueña fueron a parar los catorce peldaños del primer tramo de la escalera de su torre, que también tenía cuatro cuerpos.
La rapiña y el expolio acabaron con el resto de los sillares que tenían algún valor e interés artístico o decorativo, y se pueden contemplar en construcciones próximas.